# ليديجا ليبيتا
ليديجا ليبيتا (4 أبريل 1891 - 4 سبتمبر 1985) (بالروسية: Лидия Карловна Лепинь)‏، هي كيميائية من لاتفيا، ومن أوائل النساء اللائي حصلن على شهادة الدكتوراه في الكيمياء في روسيا. اشتهرت بأبحاثها في الكيمياء الغروانية. عاشت في روسيا حتى بعد الحرب العالمية الثانية ثم انتقلت إلى لاتفيا.
كانت اهتمامات ليبيتا البحثية متنوعة، وشملت عدة مجالات مختلفة من الكيمياء الفيزيائية والكيمياء الغروية. وقد حققت في آثار الغرويات على التآكل، وامتصاص المواد الصلبة، وتشكيل الهيدريدات.
عندما كانت طالبة، ساعدت في إنشاء أول قناع غازي روسي، ونشرت نظرياتها لاحقًا عن امتصاص الغاز. نالت ليديجا عددًا من الجوائز لإسهاماتها البحثية منها الأكاديمية اللاتفية للعلوم وميدالية فايلانت للحرب الوطنية الكبرى ووسام الراية الحمراء من حزب العمال، وجائزة بطل العمل الاشتراكي (الاتحاد السوفييتي)، ووسام لينين.

## حياتها
ولدت ليبيتا في 4 أبريل (22 مارس بالتقويم القديم) عام 1891 في سانت بطرسبرغ، روسيا لأم روسية تُدعى إيكاترينا ألكسيفنا شيلكوفسكايا (1867–1956) وأب من لاتفيا يُدعى كارل إيفانوفيتش ليبين (1864-1942). بعد تخرجها من معهد سانت بطرسبرغ لعلم الغابات عملت في غابات محافظة ليفونيا [الإنجليزية] قبل أن تنتقل إلى مقاطعات نوفغورود، كما أشرفت على إدارة ممتلكات الأمير فاسيلي جوليتسين [الإنجليزية]. أمضت ليبيتا سنواتها الأولى في بولشيي فيازيومي، وهو مجتمع حضري روسي في مقاطعة موسكو ويعد اليوم موطنًا لمتحف ألكسندر بوشكين. أرسلها والدها لقضاء الصيف مع أبناء عمومته في لاتفيا.
التحقت في عام 1902 في مدرسة لوبوف رزفسكايا الثانوية الخاصة للإناث وفقًا لنتائج امتحان القبول، وتخرجت عام 1908 بميدالية ذهبية تقديراً لتفوقها الأكاديمي. بحلول عام 1908 حظرت الجامعات الروسية مرة أخرى قبول الفتيات. ومن أجل التسجيل في دورات موسكو العليا للنساء طُلب من ليبيتا إكمال المستوى الثامن من الجيمنازيوم (المدارس الداخلية في أوروبا) والحصول على لقب "مدرس منزلي". في 30 مايو 1909 أنهت ليبيتا الدورات الدراسية، وحصلت على شهادة "معلمة منزلية للغة الروسية وآدابها والرياضيات والفرنسية". في الوقت نفسه التحقت بقسم الفيزياء والرياضيات في دورات موسكو العليا للنساء (أعيدت تسميتها بجامعة موسكو الحكومية للتكنولوجيا الكيميائية الدقيقة بعد ثورة أكتوبر). كان هذه الدورات تدرس من قبل علماء الكيمياء المتميزين مثل نيكولاي زيلينسكي [الإنجليزية] و سيرجي ناميوتكين [الإنجليزية] (الكيمياء العضوية)، وألكسندر ريفورماتسكي (الكيمياء غير العضوية والتحليلية)، وسيرجي كرابيفين (الكيمياء الفيزيائية).
وفقًا للمعايير التي فرضتها وزارة التعليم العام في ذلك الوقت كان يطلب من الإناث غير المتزوجات الحصول على إذن من آبائهن للالتحاق بالفصول الدراسية، كانت ليبيتا محظوظة لأن والدها لم يكن معارضًا لتعليمها على عكس العديد من الفتيات في سنها اللائي اضطررن إلى الجدال مع أسرهن الذين لم يتقبلوا رغبتهن في متابعة تعليمهن. كانت ليبيتا حائرة بين الكيمياء والموسيقى. سمح لها والدها بدراستهما في قسم التاريخ الطبيعي في المساقات العالية للنساء في موسكو وللالتحاق بمعهد موسكو للموسيقى. ولسنوات معدودة درست المجالين، ولكنها عدلت عن ذلك لدراسة الكيمياء فقط، بالرغم من أنها كانت عازفة بيانو بارعة.
في عام 1914، علقت ليديجا دراساتها وعملت في المختبر المتحرك للأستاذ نيكولاس ألكسندروفيتش شيلوف في الجبهة الغربية لاختبار وصنع قناع غازات ذي كفاءة عالية. قاما باختبار الأقنعة باستخدام عدة مواد منها غاز الفحم الحجري وغاز الكلورين والفوسجين وعدة منقيات تشمل الفحم والتبغ. تميز العلماء بابتكار أول قناع غاز روسي، بالرغم من وجود مصنوعات أولية رديئة الجودة قبل عملهما. نشرت لاحقًا مذكراتها عن العمل نحو عام 1919، وأطلقت عليها «نظرية الامتصاص الدينامي». عادت إلى المدرسة في عام 1915 وأنهت دراساتها في سبتمبر عام 1917. وبعد شهرين، خضعت لفحص أهلية للسماح لها بالتدريس، وبعد الانتهاء منه بنجاح، بدأت بتدريس الكيمياء التحليلية والكيمياء غير العضوية في المعهد التجاري الوطني. في عام 1920، بدأت ليبيتا التدريس في مدرسة موسكو الفنية العالية كأول امرأة مدرسة. وأثناء هذا الوقت، أجرت أبحاثًا مع شيلوف ونشرت أوراق علمية مؤثرة عن جهد القطب القياسي وعن انتظام سطح الامتزاز للغازات. خلال عشرينات القرن الماضي، قامت بالعديد من الرحلات إلى ألمانيا للدراسة في المختبرات مع الفائزين بجائزة نوبل مثل فريتز هابر وماكس بودينشتاين وفوفغانغ أوستوالد وغيرهم. في عام 1930، غادرت وظيفتها مع المعهد التجاري الوطني ولكنها استمرت في التدريس والبحث العلمي في المدرسة الفنية. انضمت ليبيتا إلى الأكاديمية العسكرية الجديدة للحماية الكيميائية في عام 1932، حيث أصبحت قائدة قسم كيمياء المادة الغروانية. في عام 1934، أصبحت أستاذة كاملة، لتكون أول امرأة تحصل على الأستاذية وفي عام 1937، مُنحت الدكتوراه من الهيئة الرئاسية السوفييتية العليا، لتكون أول امرأة تُكرم في الكيمياء في الدولة.
في عام 1941، غادرت ليبيتا الأكاديمية الكيميائية وذهبت للعمل في جامعة موسكو. وبالرغم من إغلاقها رسميًّا في صيف عام 1941 بسبب الحرب العالمية الثانية ظلت الدروس تُقام في الجامعة وكان من المتوقع أن يقوم الأساتذة الموجودون بالتدريس في الأبنية غير المهجورة. ظلت ليبيتا في موسكو وخدمت كرئيسة الكيمياء العامة حتى عام 1943، وعن هذا نالت لاحقًا ميدالية فاليانت للقوة العاملة في الحرب الوطنية الكبرى. في عام 1946، انتقلت إلى ريغا وقبلت وظيفة أستاذة في الكيمياء الفيزيائية في جامعة لاتفيا. وبحلول خمسينات القرن الماضي، نشرت ما يزيد عن 60 ورقة علمية وفي عام 1951 انتُخبت كأكاديمية في الأكاديمية اللاتفية للعلوم. ظلت في جامعة لاتفيا حتى عام 1958، عندما خصص لها كرسي في الكيمياء الفيزيائية في معهد ريغا الفني. في عام 1960، نالت ليبيتا وسام الراية الحمراء من حزب العمال، ثم في عام 1962، كرمها المجلس الأعلى لجمهورية لاتفيا السوفييتية الاشتراكية، بوسام لينين وميدالية المطرقة والمنجل الذهبية. كتبت ليبيتا قبل انتهاء مسيرتها المهنية، أو شاركت في كتابة 210 ورقة علمية، ومُنحت دبلومة خاصة في عام 1971 من وزارة التعليم الثانوي والتعليم العالي.
ماتت ليبيتا في 4 سبتمبر عام 1985 في ريغا، لاتفيا. ودفنت في فورست سيمتري في ريغا بعد جنازة رسمية حضرها كبار المسئولين من القوات المسلحة السوفييتية والعلماء.

## روابط خارجية
- WorldCat Publications
- Latvijas PSR Zinātn̦u akadēmija. Fundamentālā bibliotēka (1961). Akademiķe Lidija Liepiņa biobibliografija (باللاتفية). Latvijas PSR Zinatņu Akademijas Izdevnieciba. Archived from the original on 2022-11-16.